# إرنست ر. غراهام
إرنست ر. غراهام (بالإنجليزية: Ernest R. Graham)‏ هو سياسي أمريكي، ولد في 1886، وتوفي في 1957. انتخب عضو مجلس ولاية فلوريدا.